# تاوريرت (قنزات)
تاوريرت هي قرية موجودة في بلدية قنزات، الكائنة بدائرة قنزات، بولاية سطيف الجزائرية.